# Mindepartementet
Mindepartementet är en byggnad på Skeppsholmen i Stockholm.
Byggnaden uppfördes ursprungligen på 1730-talet. Den var vid denna tid förrådshus för flottans fat för färskvatten ("fastagekällare") och senare också lokal för flottans tunnbindareverkstad. Huset byggdes om 1826-27 efter ritningar av Fredrik Blom för att bli artilleriverkstadsbyggnad. Huset tillbyggdes 1851 med en våning samt med en flygel för att inhysa en ångmaskin, vid den norra gaveln. 
Efter det att sjöminor börjat användas under Krimkriget 1853–56, inrättades i fastigheten 1874 det året innan tillskapade Mindepartementet, en enhet inom flottan för tillverkning och underhåll av minor. Huset påbyggdes med ytterligare en våning 1916–17.
Efter nedläggning av Stockholms örlogsvarv på Skeppsholmen 1969, användes byggnaden bland annat för Minbyrån och Försvarets materielverk fram till 1983, och därefter för kulturverksamheter, till exempel från 2016 konsthallen för foto Mindepartementet Art and Photography

## Bildgalleri

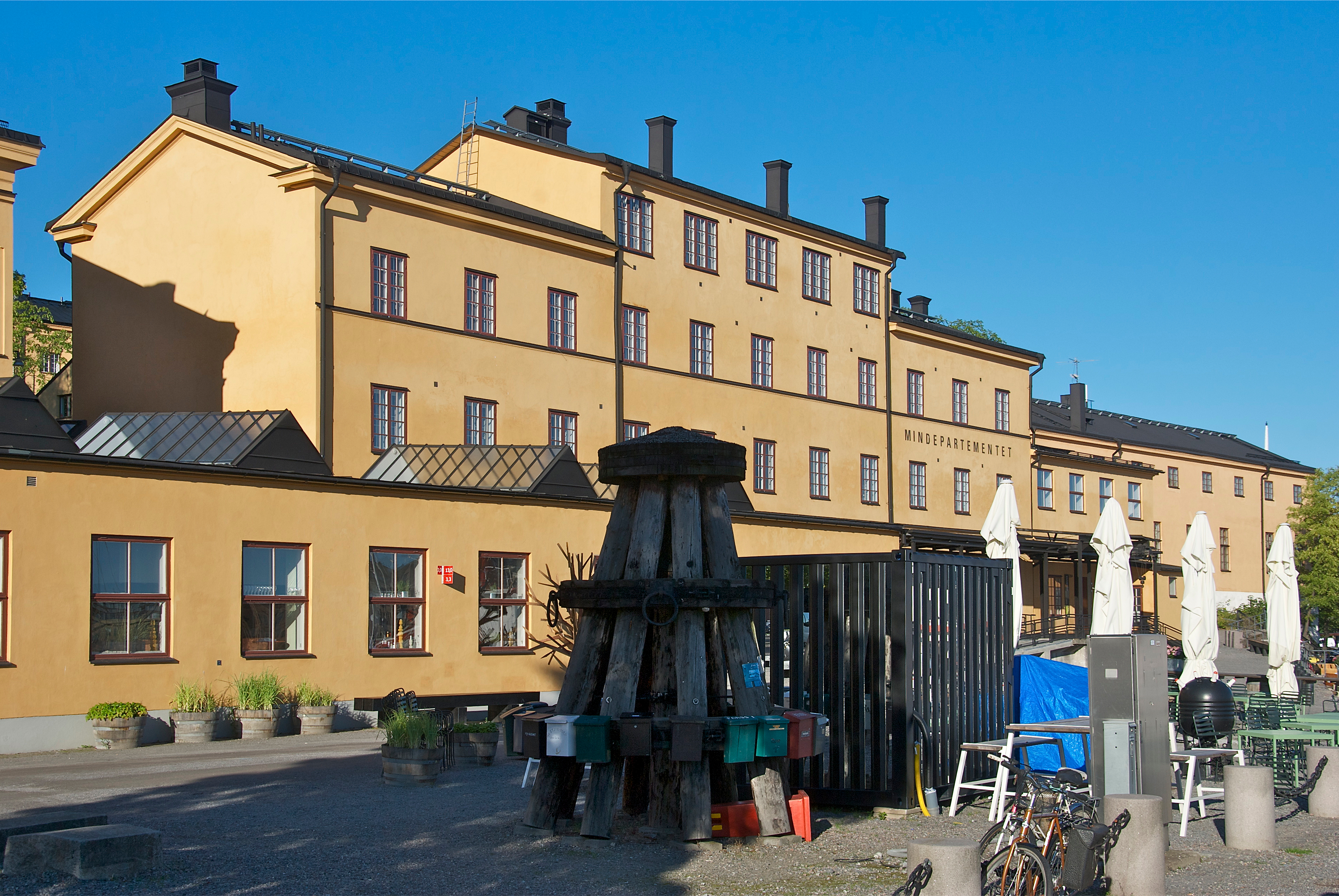
Mindepartementet från Nybrovikssidan
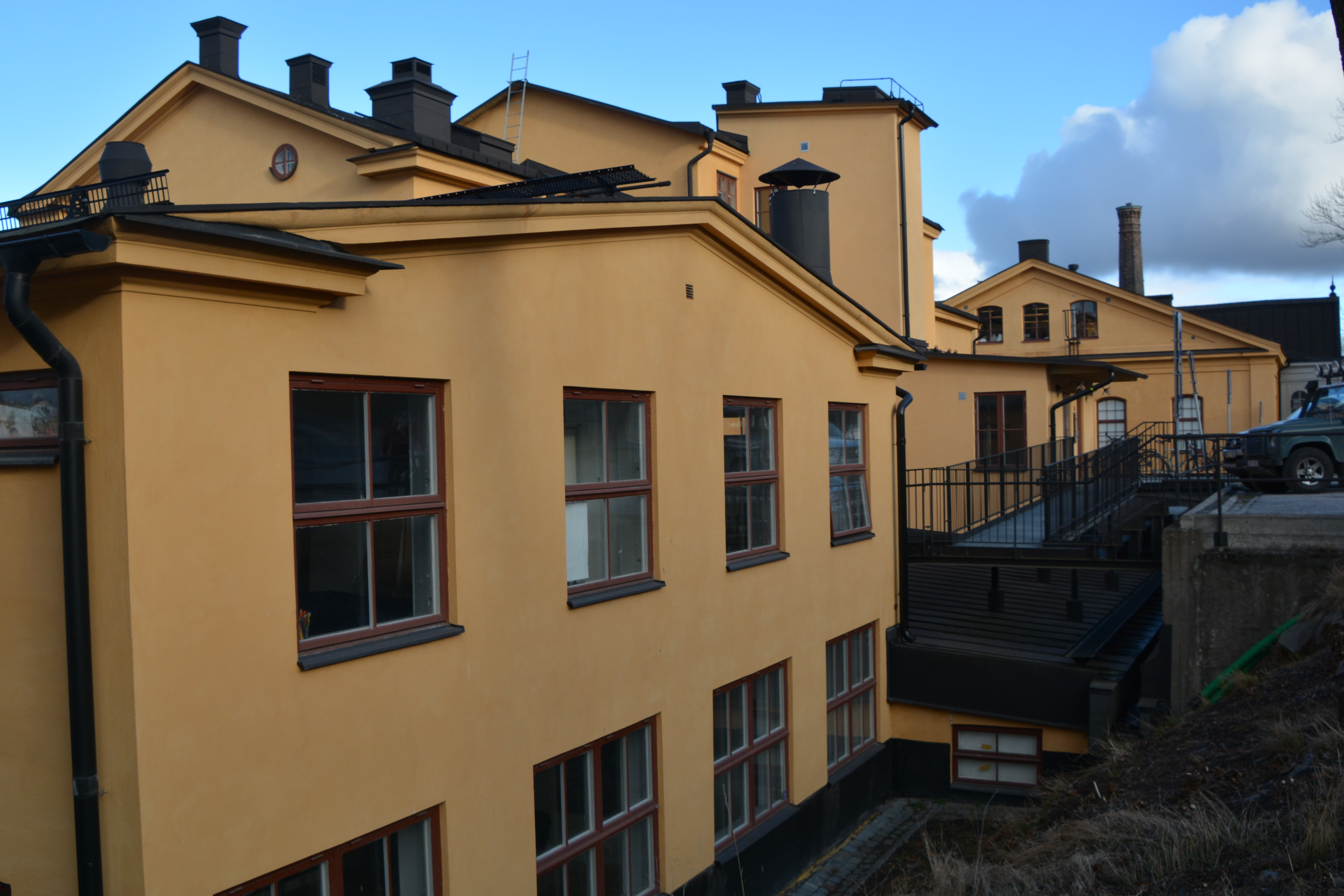
Mindepartementet från landsidan
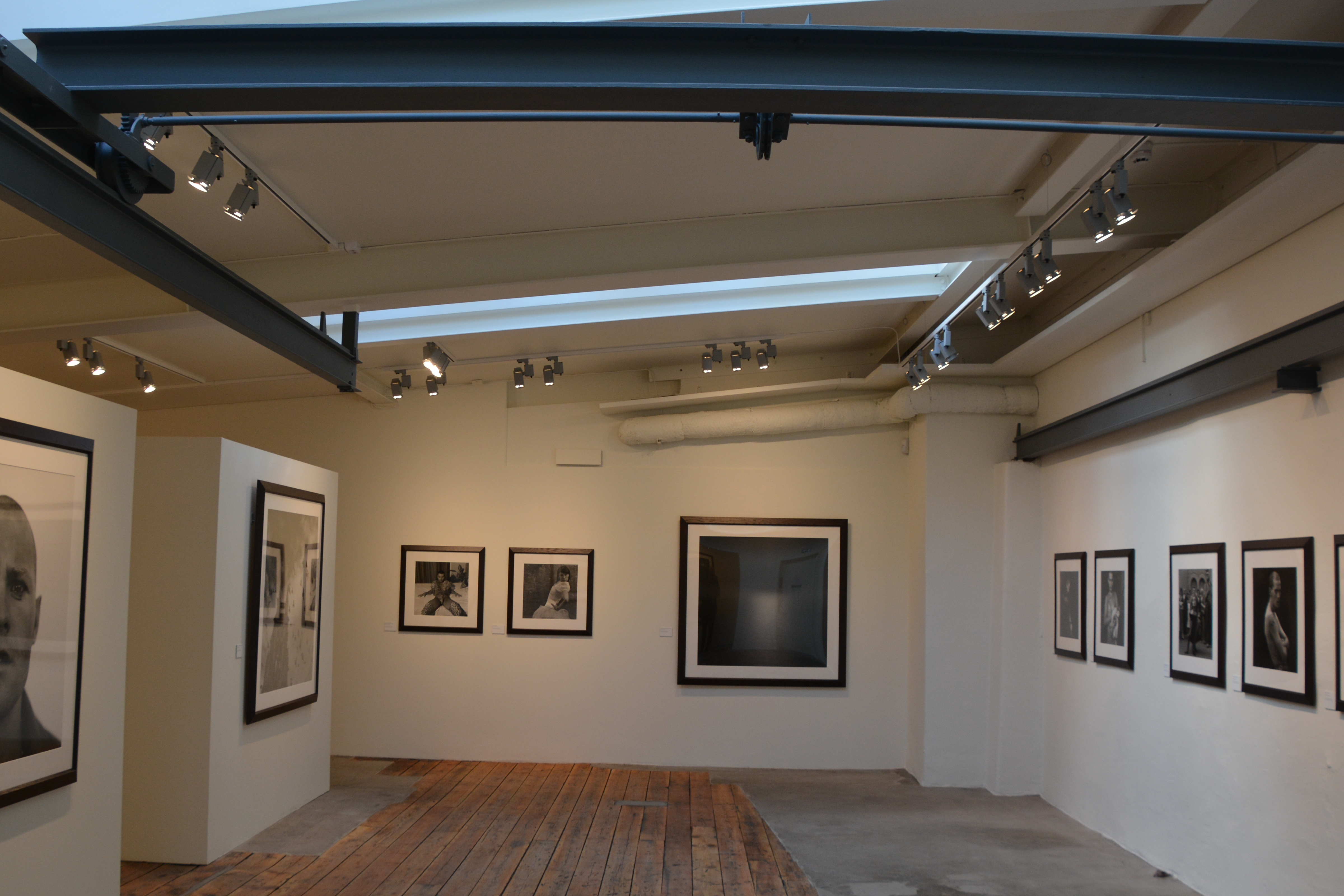
Mindepartementet Art and Photography, med travers från 1874 i taket.